# Viscount Taaffe

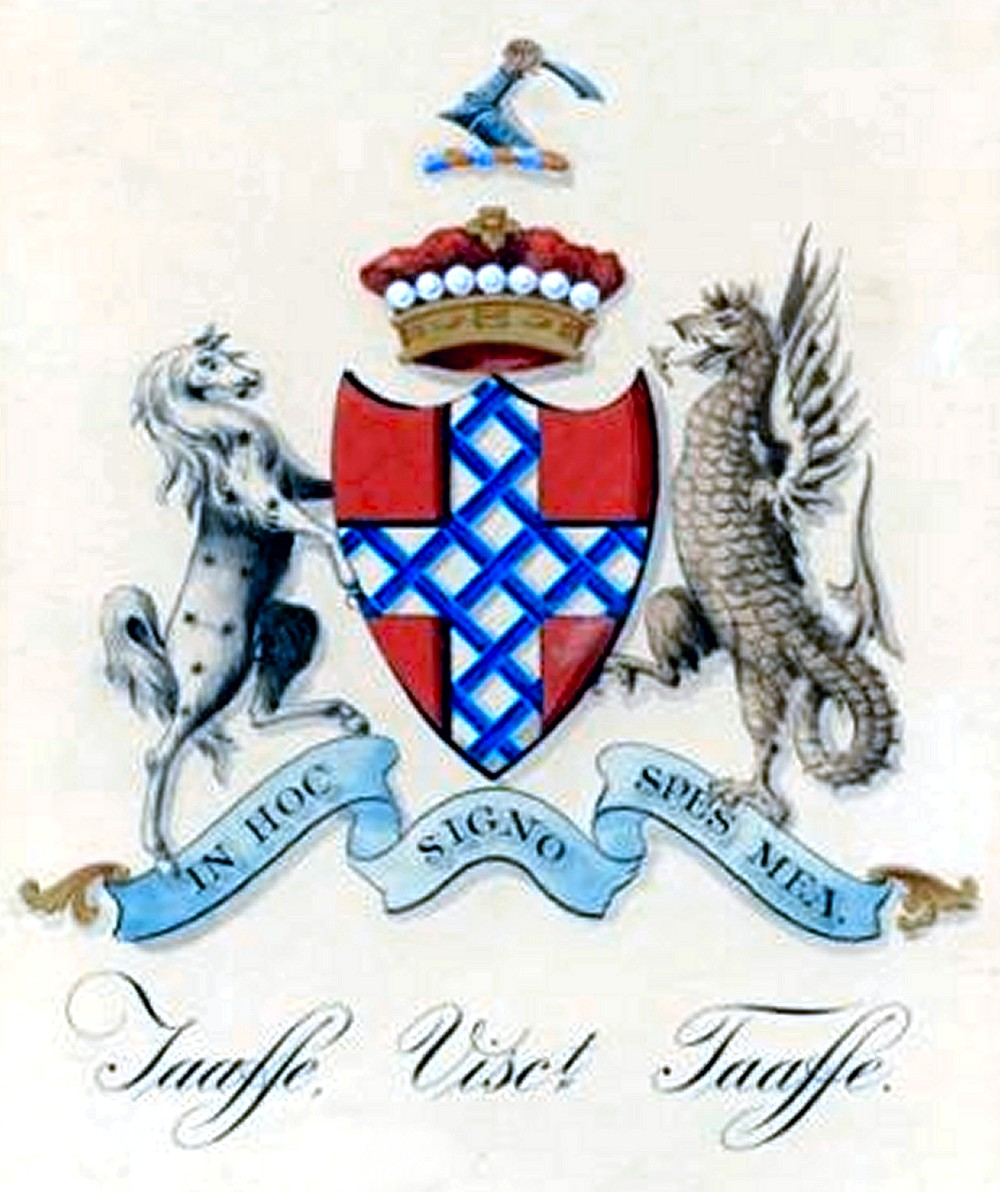
Wappen der Taaffe

Viscount Taaffe, of Corren in the County of Sligo, war ein erblicher britischer Adelstitel in der Peerage of Ireland. Der Titel ist seit 1919 durch die britische Krone ausgesetzt (suspended). Der 6. Viscount Taaffe wurde durch die Habsburger in den erblichen Grafenstand erhoben.

## Geschichte des Titels

### Verleihung und nachgeordnete Titel
Der Titel wurde am 1. August 1628 für Sir John Taaffe geschaffen. Er war das Oberhaupt der Familie Taaffe, die seit dem 13. Jahrhundert zu den führenden Familien Irlands gehörte. Zusammen mit der Viscountwürde wurde ihm, ebenfalls in der Peerage of Ireland, der nachgeordnete Titel Baron Ballymote, of Ballymote in the County of Sligo, verliehen.

### Weitere Titel
Sein Sohn, der 2. Viscount, spielte eine bedeutende Rolle im Englischen Bürgerkrieg. Er wurde nach dem Ende der Restauration am 26. Juni 1661 durch König Karl II. zum Earl of Carlingford erhoben. Das Earldom erlosch mit dem kinderlosen Tod seines Enkels, des 4. Earls, am 24. November 1738, während die Viscountcy und Baronie an seinen Cousin zweiten Grades, als 6. Viscount, fielen.
Dieser 6. Viscount diente, wie schon mehrere andere Mitglieder seiner Familie zuvor, in der österreichischen Armee. Er war unter anderem Kanzler von Herzog Leopold von Lothringen. Er wurde von der Habsburgerin Maria Theresia als Landesherrin von Österreich in den erblichen Grafenstand erhoben. Aufgrund antikatholischer Gesetzgebung der britischen Krone hatte er seine Ländereien in Irland verloren und verlegte 1769 seinen Familiensitz schließlich nach Ellischau in Böhmen. Seinem Ururenkel, dem 10. Viscount, wurde am 17. August 1860 vom Committee for Privileges and Conduct des House of Lords ausdrücklich bestätigt, dass er, obwohl er und seine Familie inzwischen österreichische Staatsbürger waren, berechtigter Inhaber der irischen Viscountcy und Baronie sei. Der altösterreichische Grafentitel erlosch mit der Abschaffung des Adels in der Tschechoslowakei und Deutschösterreich 1918 / 1919.

### Aberkennung des Titels 1919
Im Ersten Weltkrieg stand der 12. Viscount als österreichischer Bürger auf Seiten der Mittelmächte. Da er damit „Waffen gegen England trug“, wurden ihm seine britischen Adelstitel und -rechte aufgrund einer Anweisung von König Georg V. von Großbritannien und Irland vom 28. März 1919 aberkannt, wobei der Titles Deprivation Act 1917 die rechtliche Grundlage bildete. Außer dem Grafen Taaffe als 12. Viscount Taaffe waren von diesem Gesetz drei weitere Personen betroffen: Ernst August, Kronprinz von Hannover als Duke of Cumberland and Teviotdale, ferner Herzog Ernst August von Braunschweig-Lüneburg als Prinz von Großbritannien und Irland sowie Herzog Carl Eduard von Sachsen-Coburg-Gotha als Duke of Albany. Gemäß dem Titles Deprivation Act haben die männlichen Erben dieser Personen das Recht, die britische Krone um ihre Wiedereinsetzung in diese Titel zu bitten, doch haben sie davon nie Gebrauch gemacht.
Mit dem Sohn des 12. Viscounts, Richard Taaffe (1898–1967), ist die Linie der Grafen und Viscounts Taaffe im Mannesstamm erloschen.

## Liste der Viscounts Taaffe (1628)
- John Taaffe, 1. Viscount Taaffe († 1642)
- Theobald Taaffe, 1. Earl of Carlingford, 2. Viscount Taaffe († 1677)
- Nicholas Taaffe, 2. Earl of Carlingford, 3. Viscount Taaffe († 1690)
- Francis Taaffe, 3. Earl of Carlingford, 4. Viscount Taaffe (1639–1704)
- Theobald Taaffe, 4. Earl of Carlingford, 5. Viscount Taaffe († 1738)
- Nicholas Graf Taaffe, 6. Viscount Taaffe (um 1685–1769)
- Rudolph Graf Taaffe, 7. Viscount Taaffe (1762–1830)
- Franz Graf Taaffe, 8. Viscount Taaffe (1788–1849)
- Ludwig Graf Taaffe, 9. Viscount Taaffe (1791–1855)
- Karl Graf Taaffe, 10. Viscount Taaffe (1823–1873)
- Eduard Graf Taaffe, 11. Viscount Taaffe (1833–1895)
- Heinrich (Graf) Taaffe, 12. Viscount Taaffe (1872–1928) (britischer Titel individuell aberkannt 1919, österreichischer Titel summarisch aufgehoben 1919)

## Wappen
Blasonierung: In Rot ein silbernes schräg blau-gegittertes Kreuz. Auf dem rot-silbern gewulsteten Helm ein wachsender, schwertschwingender, geharnischter Arm. Die Helmdecken sind rot-silbern.
Weitere Wappendarstellungen:

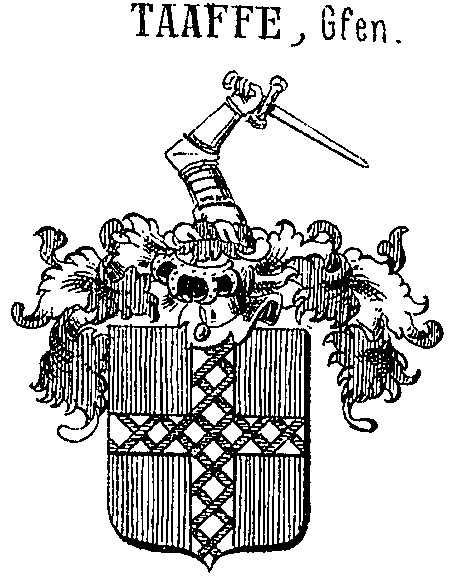
Wappen der Taafe (Siebmacher)
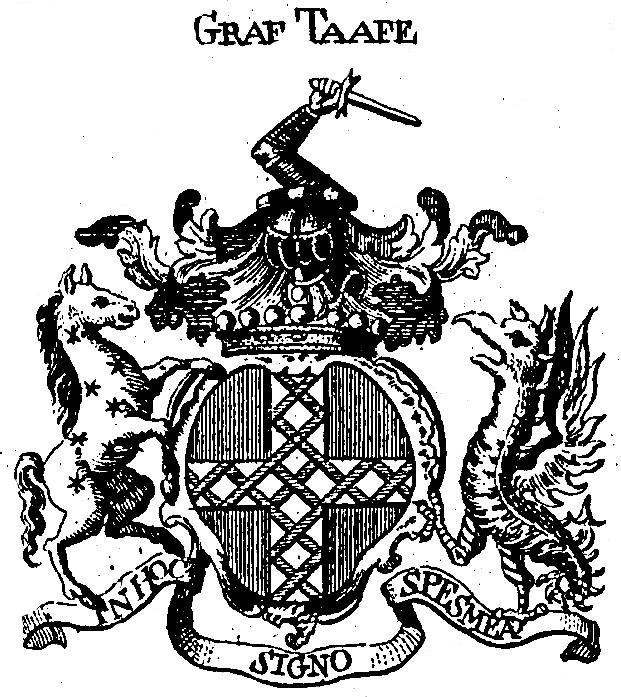
Wappen der Taafe (Siebmacher)